# Juan Pablo Ebang Esono
Juan Pablo Ebang Esono (multilingüe: Juan Pablo Ebang)  (Malabo, 30 de juny de 1981) és un director de cinema ecuatoguineà.

## Biografia
Esono va néixer a Malabo, capital de Guinea Equatorial, el 1981. Va estudiar a l'acadèmia Nucine de València, llicenciant-se en Direcció Cinematogràfica. Va dirigir el seu primer curtmetratge, No está desnuda, el gener de 2007. Va rebre el premi al millor curtmetratge al III Festival Internacional de Cinema d'Integració de València.
El 2010 va dirigir Teresa, el primer migmetratge produït a Guinea Equatorial. Produïda per la Biblioteca Nacional de Guinea Equatorial, tracta sobre la vida de tres amics adolescents amb interessos diferents. Després de produir la pel·lícula, Esono va dirigir classes de cinema en diverses ciutats i províncies del seu país en nom de la Biblioteca Nacional. Moviepilot.de la va nomenar la millor pel·lícula de Guinea Equatorial.
Va dirigir el curtmetratge La familia el 2011. Va rebre "Le grand Prix Africain du Cinema de la Television" als premis Golden Crown a Abidjan. En 2016, va dirigir la pel·lícula Milu de 21 minuts, amb guió escrit per Salvador Máquina. Al setembre de 2020 va ser nomenat Director General de Producció, Programació i Recopilació d'Arxius Històrics Audiovisuals.

## Filmografia
- 2007: No está desnuda (curtometratge)
- 2010: Teresa
- 2011: La familia (curtometratge)
- 2016: Milu (curtometratge)